# Saint-Géron
Saint-Géron är en kommun i departementet Haute-Loire i regionen Auvergne-Rhône-Alpes i centrala Frankrike. Kommunen ligger i kantonen Brioude-Nord som tillhör arrondissementet Brioude. År 2022 hade Saint-Géron 244 invånare.

## Befolkningsutveckling
Antalet invånare i kommunen Saint-Géron
| Referens: INSEE |